# Rattlesnake Mountain
Pour les articles homonymes, voir Rattlesnake.
Rattlesnake Mountain est une montagne située au sein de la vallée du Connecticut, au centre de l'État du même nom (États-Unis), et faisant partie de Metacomet Ridge, une longue arête rocheuse des Appalaches qui traverse le sud de la Nouvelle-Angleterre sur 160 kilomètres de long. Le sommet s'élève à 232 mètres d'altitude. Rattlesnake Mountain est une destination populaire pour la pratique de sports en plein air, réputée pour ses falaises, le panorama qu'elle offre, son microclimat ainsi que sa faune et sa flore variées. Le site de Will Warren’s Den revêt une importance historique locale.

## Géographie

### Topographie

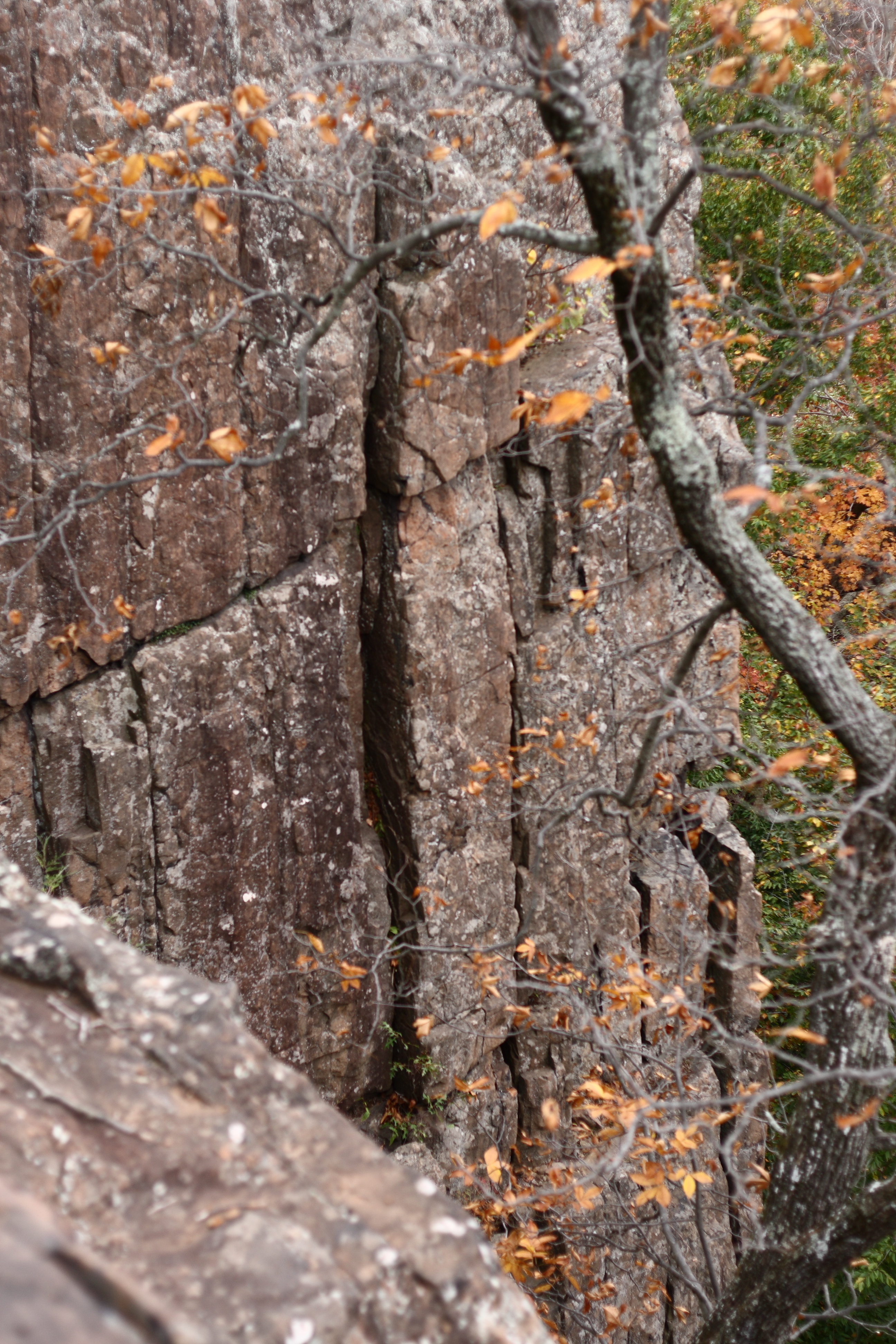
Vue sur les falaises de Rattlesnake Mountain.

Rattlesnake Mountain s'élève abruptement 150 mètres au-dessus de la vallée de la rivière Farmington à l'ouest. Elle forme grossièrement un dôme de 1,5 kilomètre de diamètre qui se prolonge par une série de crêtes. Son point culminant atteint 232 mètres d'altitude. Elle se situe entièrement sur le territoire de Farmington. Elle se prolonge au nord par Farmington Mountain et au sud par Pinnacle Rock.

### Hydrographie
Les eaux du versant oriental s'écoulent dans le Trout Brook, puis dans la Park River, affluent du fleuve Connecticut, tandis que celles du versant occidental rejoignent la Pequabuck River, affluent de la rivière Farmington, autre émissaire du fleuve. Le versant méridional appartient au bassin du Quinnipiac qui se jette directement dans l'océan Atlantique au Long Island Sound.

### Géologie
Rattlesnake Mountain, comme la plus grande partie de Metacomet Ridge, est composée de basalte, une roche volcanique. Elle s'est formée à la fin du Trias lors de la séparation de la Laurasia et du Gondwana, puis de l'Amérique du Nord et de l'Eurasie. La lave émise au niveau du rift s'est solidifiée en créant une structure en mille-feuille sur une centaine de mètres d'épaisseur. Les failles et les séismes ont permis le soulèvement de cette structure géologique caractérisée par de longues crêtes et falaises.

### Écosystème
La combinaison des crêtes chaudes et sèches, des ravines froides et humides et des éboulis basaltiques est responsable d'une grande variété de microclimats et d'écosystèmes abritant de nombreuses espèces inhabituelles pour la région. Rattlesnake Mountain est un important corridor migratoire saisonnier pour les rapaces.

## Histoire

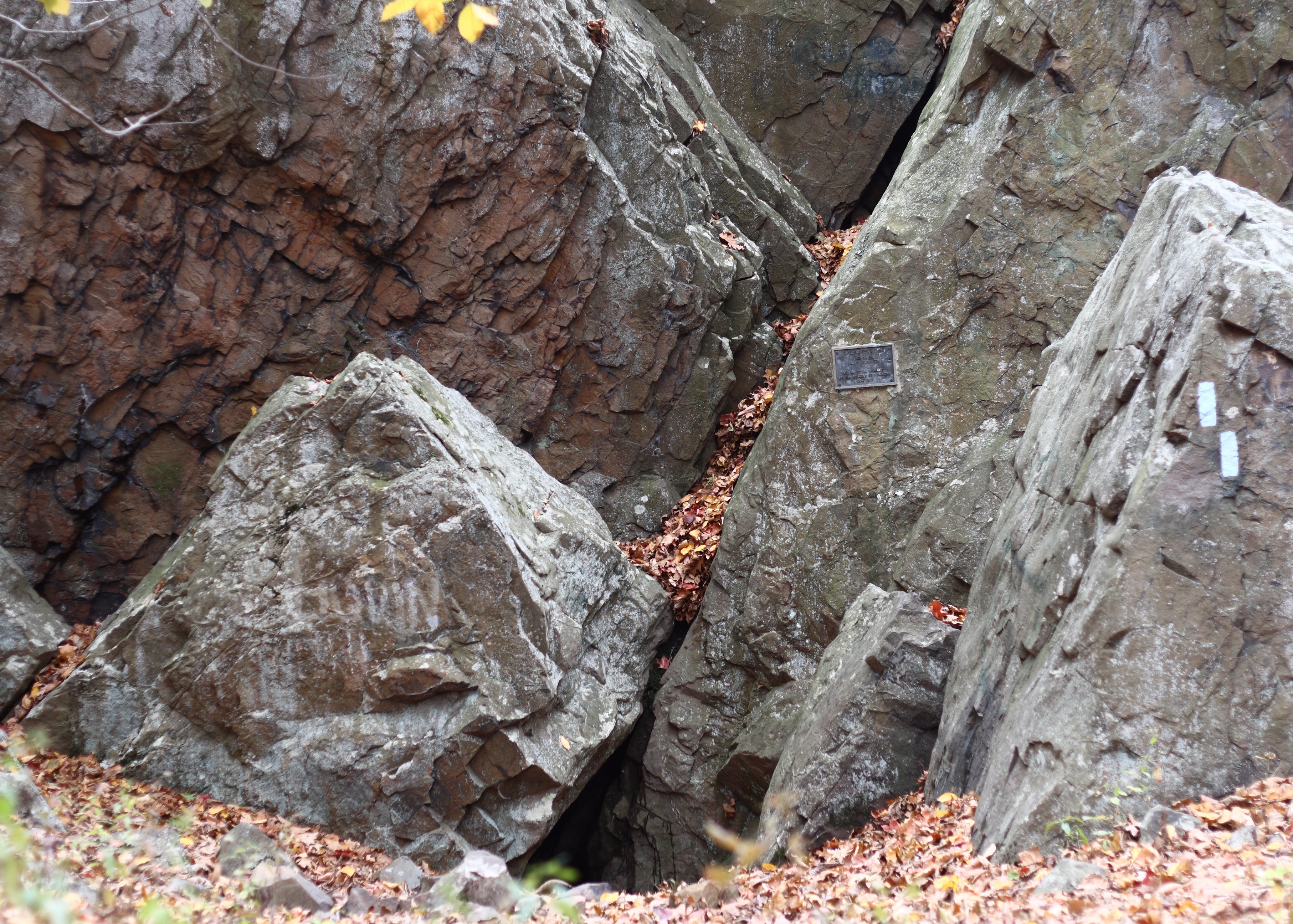
Vue sur l'entrée de la grotte avec sa plaque.

Will Warren’s Den (le « repaire » ou le « terrier de Will Warren »), une grotte située sur le versant occidental de la montagne, est un site historique de la ville de Farmington. Il est accessible par le Metacomet Trail. Une plaque de bronze est accrochée à l'entrée pour remercier William Steele Wadsworth qui offrit le terrain à la municipalité.
La légende dit que, au XVIIe siècle, Warren, après avoir été fouetté pour ne pas être allé à l'église, tenta d'incendier le village. Chassé et poursuivi dans les montagnes, il fut caché par des Indienne dans cette grotte. Dans les années 1870, un squelette fut découvert au fond de la grotte et fut aussitôt associé au cadavre du fugitif. Toutefois, l'enquête archéologique légale conclut qu'il ne pouvait pas correspondre à la vie menée par Will Warren, laissant planer le doute sur l'existence réelle du personnage.
Rattlesnake Mountain a abrité Hospital Rock, un hôpital de variolisation ouvert par le Dr Eli Todd.

## Activités

### Tourisme
Rattlesnake Mountain est traversée par une partie des 82 kilomètres du Metacomet Trail, maintenu par la Connecticut Forest and Park Association, qui s'étend des Hanging Hills à Meriden jusqu'à la frontière avec le Massachusetts. Le panorama, à l'ouest, s'étend de la Pequabuck River aux monts Berkshire. La montagne est ouverte à la randonnée pédestre, à l'observation ornithologique, au pique-nique, à la raquette à neige et à diverses autres activités de détente. Plusieurs voies d'escalade sont présentes.

### Menaces et protections environnementales
Les principales menaces et pollutions visuelles qui pèsent sur Rattlesnake Mountain sont l'étalement périurbain au sud-ouest et le creusement d'une petite carrière de 600 mètres de large au nord-est. Deux antennes de télécommunication (WTIC-TV et WVIT) s'élèvent au sommet. En 2000, la montagne a fait l'objet d'une étude du National Park Service en vue d'être intégrée dans un nouveau National Scenic Trail, le New England National Scenic Trail, qui aurait inclus le Metacomet-Monadnock Trail au Massachusetts d'une part, les Mattabesett Trail et Metacomet Trail au Connecticut d'autre part.
Le Farmington Land Trust est une association active dans la préservation de Rattlesnake Mountain et son panorama. Elle préserve notamment le site de Will Warren’s Den.